# Бжесьце (Люблінське воєводство)
Бжесьце (пол. Brześce) — село в Польщі, у гміні Яновець Пулавського повіту Люблінського воєводства.
Населення — 233 особи (2011).

## Демографія
Демографічна структура станом на 31 березня 2011 року:
|          | Загалом | Допрацездатний вік | Працездатний вік | Постпрацездатний вік |
| -------- | ------- | ------------------ | ---------------- | -------------------- |
| Чоловіки | 111     | 19                 | 72               | 20                   |
| Жінки    | 122     | 25                 | 67               | 30                   |
| Разом    | 233     | 44                 | 139              | 50                   |